# Station Guingamp
Station Guingamp is een spoorwegstation in de Franse gemeente Guingamp, gelegen aan de lijn Paris-Montparnasse - Brest. In Guingamp begint de lijn naar Paimpol.
Het station wordt bediend door:
- TGV op het traject Paris-Montparnasse - Brest of Lannion.
- treinen van het netwerk TER Bretagne op de trajecten:

Rennes– Saint-Brieuc- Brest;
Lannion - Guingamp – Saint-Brieuc;
Saint-Brieuc– Morlaix -  Brest;
Guingamp - Paimpol, en
Guingamp - Carhaix